# Escopetarra

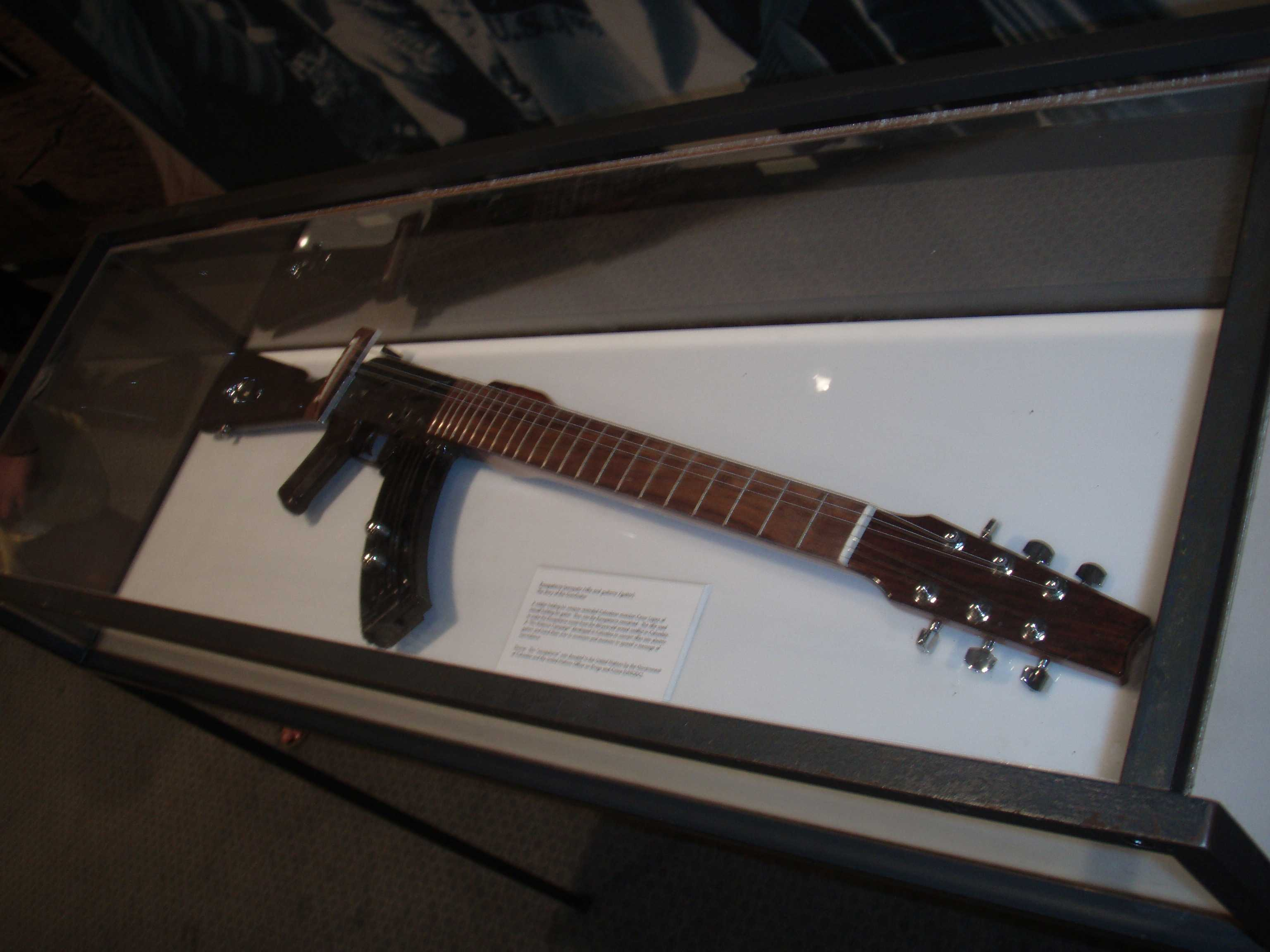
Escopetarra

Escopetarra je kytara, vytvořená z upravené pušky, užívaná jako mírový symbol. Název je složeninou španělských slov escopeta (puška) a guitarra (kytara).
Escopetarra byla vynalezena Césarem Lópezem, kolumbijským mírovým aktivistou, v roce 2003 ve městě Bogotá na shromáždění po teroristickém útoku na toto město 7. března 2003. Inspirací mu bylo, když zpozoroval, že jakýsi voják drží pušku podobně jako kytaru. První escopetarra byla vyrobena v roce 2003 z pušky Winchester a elektrické kytary Fender Stratocaster.
Lopéz zpočátku vyrobil pět escopetarr, věnoval je kolumbijskému hudebníku Juanesovi, zpěvákovi Fito Páezovi, Rozvojovému programu OSN a městské radě města Bogotá, poslední escopetarru si ponechal. Juanes později svou escopetarru prodal za 17 000 dolarů ve prospěch fondu na podporu obětí nášlapných min. Tato escopetarra byla později věnována OSN a vystavena v červnu 2006 na konferenci o odzbrojení.
V roce 2006 získal López od kolumbijského vládního zmocněnce pro mír dvanáct vyřazených útočných pušek AK-47. Tyto útočné pušky mají být jednou upraveny na kytary a věnovány významným hudebníkům (Shakira, Carlos Santana, Paul McCartney) a politickým osobnostem, jako je dalajláma. Jeden z členů dalajlámova personálu ale dar odmítl a poukázal na to, že není vhodné dávat jako dar zbraně. López prohlásil, že zkusí nabídku zformulovat poněkud jasněji.